# Coronadillo
Coronadillo är ett släkte av kräftdjur. Coronadillo ingår i familjen Armadillidae.
Kladogram enligt Catalogue of Life:
| Coronadillo | \| \| Coronadillo hamiltoni \| \| \| \| \| \| Coronadillo milleri \| \| \| \| \| \| Coronadillo suteri \| \| \| \| |
|             | \| \| Coronadillo hamiltoni \| \| \| \| \| \| Coronadillo milleri \| \| \| \| \| \| Coronadillo suteri \| \| \| \| |
|             | Coronadillo hamiltoni                                                                                              |
|             | |
|             | Coronadillo milleri                                                                                                |
|             | |
|             | Coronadillo suteri                                                                                                 |
|             | |